# Ivanivka, Arbuzînka
Ivanivka (în ucraineană Іванівка) este localitatea de reședință a comunei Ivanivka din raionul Arbuzînka, regiunea Mîkolaiiv, Ucraina.

## Demografie
Componența lingvistică a localității Ivanivka
     Ucraineană (98,17%)
     Rusă (1,37%)
     Alte limbi (0,46%)
Conform recensământului din 2001, majoritatea populației localității Ivanivka era vorbitoare de ucraineană (98,17%), existând în minoritate și vorbitori de rusă (1,37%).